# كن حرا
كن حرا هي منظمة إنسانية في البحرين تهدف إلى حماية الأطفال من الإساءة والإهمال. بدأت في 19 مارس 2002 بدعم من المفوضية السامية للأمم المتحدة لحقوق الإنسان السابقة ماري روبنسون.
كن حرا لديه 3 مراحل التي بدأت تباعا وما زالت مستمرة.
المرحلة 1- تمكين الأطفال: بدأت هذه المرحلة مع إطلاق البرنامج في مارس 2002 وركزت على تمكين الأطفال من ذوي المهارات حماية أساسية. يعتقد بأن الأطفال يمكن أن يكونوا أقل عرضة للإيذاء إذا كانت لديهم بعض مهارات الحماية الأساسية مثل «جسدي هو الألغام» و«لمسة جيدة ولمس سيئ» و«سر جيد وسر سيئ» الخ. كن حرا يدرب الأطفال على هذه المهارات في جو من المرح والطرق التفاعلية. تم إنشاء موقع على الإنترنت للأطفال لتعليمهم هذه المهارات. يمكن للأطفال وأولياء الأمور الاتصال على كن حرا لتقديم المشورة أو استفسارات من خلال الموقع الإلكتروني أو البريد الإلكتروني.
المرحلة 2- دعم الآباء والأمهات ومقدمي الرعاية: تركز هذه المرحلة على مساعدة الآباء والأمهات ومقدمي الرعاية حول كيفية حماية أطفالهم من سوء المعاملة وكيفية عدم إساءة معاملة أطفالهم.
المرحلة 3- وجود مركز متخصص: في يناير 2006 وبدعم من شركة استيراد الاستثمارية افتتح كن حرا رسميا مركز لحماية الطفل من سوء المعاملة وتوفير العلاج للأطفال أو المعنفين البالغين ضحايا سوء المعاملة في مرحلة الطفولة.

## حملات التضامن
- فاطمة، الطفلة المفقودة: في عام 2002 اختفت فاطمة البالغة من العمر أحد عشر سنة عند من منزل والدها بعد تعرضها لسوء المعاملة عاطفيا من قبل والدها وصديقته. عقدت كن حرا حملة (التي اعتبرت الأكبر في تاريخ دول الخليج العربي) للبحث عن فاطمة ورفع وعي المجتمع أن الإساءة للطفل هي قضية مجتمع وليست مسألة عائلية فقط. شاركت السلطات العليا في البحرين في حملة البحث بما في ذلك ملك البحرين حمد بن عيسى بن سلمان آل خليفة ورئيس الوزراء خليفة بن سلمان بن حمد آل خليفة. لم يتم العثور على الطفلة حتى الآن.
- حماية الأطفال في ظل الحرب: في عام 2006 قامت كن حرا بحملة لمدة ثلاثين يوم لرفع مستوى الوعي حول حقوق الأطفال تحت الحرب لتكون آمنة ومحمية وأن لا يكون الأطفال أهدافا لأي حرب.
- حماية الأطفال من الإيذاء: امتدت هذه الحملة لمدة أربعين يوم وبالتحديد من 10 أكتوبر إلى 19 نوفمبر 2008 لرفع الوعي المجتمعي حول حماية الأطفال من الإساءة. في هذه الحملة تم إقامة ورش عمل مصغرة في مراكز التسوق والمراكز الصحية والنوادي لكل من الأطفال وأولياء الأمور (كل على حدة).

## البرامج

### حقوق الطفل
في أبريل 2008، وبالشراكة مع يونيسف بدأت كن حرا برنامجا لتدريس حقوق الطفل للأطفال تحت اسم «حقي أن أفهم حقوقي». يستند هذا البرنامج على اتفاقية حقوق الطفل.

### حماية الأطفال على الإنترنت
في يوليو 2008 بدأت كن حرا برنامجا جديدا لحماية الأطفال من مخاطر الإنترنت باسم «سمارت».

### الأطفال ذوي الإعاقة
في فبراير 2009 أنشأت كن حرا برنامجا خاص لحماية الأطفال ذوي الإعاقة باسم «أنا طفل قوي، ذكي، وآمن... على الرغم من إعاقتي» تحت رعاية المقرر الخاص للأمم المتحدة المعني بالإعاقة حصة آل ثاني.